# Bob-Weltmeisterschaft 1950
Die 11. Bob-Weltmeisterschaft wurde am 28. und 29. Januar im Zweierbob und am 4. und 5. Februar 1950 im Viererbob auf der Pista olimpica di bob im italienischen Cortina d’Ampezzo ausgetragen. Nach der Wahl des italienischen Wintersportortes im April 1949 als Austragungsort der Olympischen Winterspiele von 1956 war die Bob-WM die erste internationale Meisterschaft auf einer der zukünftigen olympischen Sportstätten, welche erst 1948 von 1500 m auf 1700 m verlängert worden war.

## Zweierbob
Von 15 an den Start gegangenen Bobs aus der Schweiz, den USA, Italien, Norwegen, Schweden, Frankreich Österreich, Argentinien und Belgien erreichten 11 letztlich das Ziel. Prominentester Ausfall war dabei der Schweizer Olympiasieger und Titelverteidiger Felix Endrich mit Anschieber Romi Spada, der im Training noch neuen Bahnrekord gefahren war. Das Duo schied bereits im ersten Lauf durch einen Sturz aus. Im Laufe des Wettbewerbs schieden noch ein französischer und beide belgische Bobs aus. Da Endrich bereits nach dem ersten Lauf ausgeschieden war, war der Weg für den Vizeweltmeister des Vorjahres, Altmeister Fritz Feierabend, frei. Mit seinem früheren Anschieber Stephan Waser, mit er bereits 1947 Weltmeister im Zweierbob geworden war, lag Feierabend bereits nach dem ersten Wettkampftag mit über 3 Sekunden Vorsprung vor dem Überraschungsweltmeister im Viererbob vom Vorjahr, Stanley Benham aus den USA, auf Goldkurs. Diesen Vorsprung baute Feierabend am Ende bis auf über acht Sekunden aus und konnte so seinen insgesamt vierten Weltmeistertitel feiern. Benham zeigte mit der Silbermedaille, das er auch mit dem kleinen Schlitten umgehen konnte. Wie im Vorjahr gewann Frederick Fortune erneut Bronze.
| Platz | Land   | Sportler                             | 1. + 2. Lauf | 3. Lauf | 4. Lauf | Gesamt  |
| ----- | ------ | ------------------------------------ | ------------ | ------- | ------- | ------- |
| 1     | SUI I  | Fritz Feierabend Stephan Waser       | 2:58,11      | 1:30,50 | 1:29,12 | 5:57,73 |
| 2     | USA I  | Stanley Benham Patrick Martin        | 3:01,43      | 1:33,60 | 1:31,08 | 6:06,11 |
| 3     | USA II | Frederick Fortune William D’Amico    | 3:02,15      | 1:33,85 | 1:32,54 | 6:08,54 |
| 4     | ITA I  | Uberto Gillarduzzi Vittorio Folonari | 3:06,60      | 1:34,30 | 1:32,38 | 6:13,28 |
| 5     | ITA II | Michele Alverà Luigi Cavalieri       | 3:04,92      | 1:35,59 | 1:33,77 | 6:14,28 |
| 6     | NOR    | Arne Holst Carlen                    | 3:04,52      | 1:38,54 | 1:33,41 | 6:16,47 |
| 7     | SWE    | Oderich Stefani                      | 3:10,05      | 1:37,59 | 1:37,09 | 6:24,73 |
| 8     | AUT II | Heinz Hoppichler Heger               | 3:13,15      | 1:37,75 | 1:36,31 | 6:27,21 |
| 9     | ARG    | Héctor Tomasi, Carlos Tomasi         | 3:14,61      | 1:38,16 | 1:37,66 | 6:30,43 |
| 10    | FRA I  | Guichard Cambro                      | 3:21,11      | 1:41,70 | 1:39,45 | 6:42,26 |
| 11    | AUT I  | Kurt Loserth Haller                  |              |         |         | 6:52,57 |

## Viererbob
Im Viererbob-Wettbewerb gingen neun Bobs aus sechs Nationen an den Start. Im Vorfeld lag auch eine bundesdeutsche Beteiligung in der Luft, noch am 23. Januar 1950 vermeldete eine französische Zeitung, dass eine deutsche Bob-Nationalmannschaft gebildet worden war und in Cortina teilnehmen würde. Allerdings stand zu diesem Zeitpunkt die Wiederaufnahme deutscher Sportler in die internationale Sportfamilie erst am Anfang, so dass es letztlich zu keiner deutschen Teilnahme kam. Der Wettbewerb selbst wurde schnell zu einem spannenden Wettkampf zwischen der Crew von Fritz Feierabend und dem amerikanischen Bob von Titelverteidiger Stanley Benham. Dabei lag Feierabend nach dem ersten Wettkampftag mit einem Vorsprung von über einer Sekunde vorn, was ihm unter anderem durch einen neuen Bahnrekord im zweiten Lauf gelang. Am zweiten Wettkampftag brachte jedoch schon der dritte Lauf die Wende. Benham fuhr nahe an die Bahnrekordzeit heran, während Feierabend seinen schlechtesten Lauf ins Tal brachte. Nun lag der Feuerwehrmann aus Lake Placid mit seiner Crew gerade einmal neun Hundertstel vor dem Schweizer Altmeister. Tausende Zuschauer erlebten dann im letzten Lauf einen neuen Bahnrekord von Benham, der den alten Rekord von Feierabend um 61 Hundertstel verbesserte. Zwar gelang auch Feierabend ein sehr guter vierter lauf, doch am Ende trennte ihn fast eine Sekunde vom alten und neuen Weltmeister. Das gute Schweizer Abschneiden vervollständigte Franz Kapus, der als Späteinsteiger in Cortina im Alter von 40 Jahren seine erste internationale Medaille feiern konnte.
| Platz | Land   | Sportler                                                     | 1. Lauf | 2. Lauf | 3. Lauf | 4. Lauf | Gesamt  |
| ----- | ------ | ------------------------------------------------------------ | ------- | ------- | ------- | ------- | ------- |
| 1     | USA    | Stanley Benham Patrick Martin James Atkinson William D’Amico | 1:23,13 | 1:22,78 | 1:21,78 | 1:21,03 | 5:28,72 |
| 2     | SUI I  | Fritz Feierabend Albert Madörin Hardy Loosli Stephan Waser   | 1:23,00 | 1:21,64 | 1:23,14 | 1:21,89 | 5:29,67 |
| 3     | SUI    | Franz Kapus Franz Stöckli Hans Bolli Heinrich Angst          | 1:25,92 | 1:22,80 | 1:23,24 | 1:22,71 | 5:34,67 |
| 4     | AUT    | Kurt Loserth ?                                               | 1:25,42 | 1:24,59 | 1:25,79 | 1:23,42 | 5:39,22 |
| 5     | ITA I  | Alberto Della Beffa ?                                        | 1:27,09 | 1:25,29 | 1:24,54 | 1:24,53 | 5:41,45 |
| 6     | ITA II | Francesco De Zanna ?                                         | 1:26,13 | 1:26,04 | 1:27,15 | 1:24,38 | 5:43,70 |
| 7     | FRA I  | René Charlet ?                                               | 1:27,06 | 1:26,22 | 1:25,89 | 1:24,78 | 5:43,95 |
| 8     | FRA II | Gilbert Achard ?                                             | 1:32,11 | 1:26,88 | 1:28,53 | 1:26,77 | 5:54,29 |

## Medaillenspiegel
| Platz | Land               | Gold | Silber | Bronze | Gesamt |
| ----- | ------------------ | ---- | ------ | ------ | ------ |
| 1     | Schweiz            | 1    | 1      | 1      | 3      |
| 1     | Vereinigte Staaten | 1    | 1      | 1      | 3      |